# Love You Live
Love You Live, erschienen im September 1977, ist ein Live-Doppelalbum der Rolling Stones, aufgenommen während der 1976er Tournee durch Europa und eines Auftrittes in Kanada 1977. Das Album wurde von den Glimmer Twins produziert.

## Geschichte des Albums
Der Großteil des Albums wurde bei Konzerten in Toronto (1975) und Paris (1976) mitgeschnitten. Die Titel 11 bis 14 (Seite drei der LP) wurden in einem kleinen Club im kanadischen Toronto namens „El Mocambo“ aufgenommen, in dem die Stones im März 1977 vor nur einigen hundert Fans auftraten. Viele Aufnahmen wurden durch nachträgliche Overdubs und durch Kürzungen verändert. Die Qualität dieser Live-Aufnahmen wird im Allgemeinen als eher gering eingeschätzt. Die Rolling Stones klingen hier sowohl musikalisch als auch klanglich rau und ungeschliffen. Vermutlich ist dies auch auf die Veränderung in der Band-Besetzung zurückzuführen. Es war die erste Europa- und Nordamerika-Tournee, an der Ron Wood als zweiter Gitarrist neben Keith Richards teilnahm. Zeitlich parallel ist Keith Richards’ Verhaftung aufgrund des Besitzes einer größeren Menge Heroins und seine anschließende Freilassung auf Kaution in Kanada zu nennen. Dies bewog ihn letztlich auch ernsthaft, einen Drogenentzug zu machen und „clean“ zu bleiben. Im Vordergrund standen dabei auch seine Familie, die Band sowie die Fans.
Die Gestaltung der Albenhülle stammt, wie bereits beim Rolling-Stones-Album Sticky Fingers, von Andy Warhol. Love You Live erreichte in Großbritannien und den USA jeweils den 3. Platz in den Charts.

## Musiker
- Mick Jagger – Gesang, Gitarre, Mundharmonika
- Keith Richards – Gitarre, Gesang
- Ron Wood – Gitarre, Gesang, E-Bass
- Charlie Watts – Schlagzeug
- Bill Wyman – E-Bass „und Tanzen“
- Billy Preston – Keyboards, Gesang
- Ian „Stu“ Stewart – Piano
- Ollie Brown – Perkussion

## Titelliste
(alle Kompositionen außer den angegebenen von Jagger/Richards)
Seite eins:
1. Intro: Excerpt from Fanfare for the Common Man (Aaron Copland)
2. Honky Tonk Women – aufgenommen in Paris am 5. Juni 1976
3. If You Can’t Rock Me / Get Off of My Cloud – London, 27. Mai 1976
4. Happy – Paris, 5. Juni 1976
5. Hot Stuff – Paris, 6. Juni 1976
6. Star Star – Paris, 6. Juni 1976

Seite zwei:
1. Tumbling Dice – Paris, 7. Juni 1976
2. Fingerprint File – Toronto, 17. Juni 1975
3. You Gotta Move (Fred McDowell/Davis) – Paris, 5. Juni 1976
4. You Can’t Always Get What You Want – Paris, 7. Juni 1976

Seite drei (El Mocambo Side):
1. Mannish Boy (Ellas McDaniel/McKinley Morganfield/Mel London) – Toronto, 5. März 1977
2. Crackin’ Up (Ellas McDaniel) – Toronto, 5. März 1977
3. Little Red Rooster (Willie Dixon) – Toronto, 4. März 1977
4. Around and Around (Chuck Berry) – Toronto, 5. März 1977

Seite vier:
1. It’s Only Rock ’n’ Roll – Toronto, 17. Juni 1975
2. Brown Sugar – Paris, 6. Juni 1976
3. Jumpin’ Jack Flash – Paris, 6. Juni 1976
4. Sympathy for the Devil – Los Angeles, 9. Juli 1975